# Hope Solo
Hope Amelia Solo, född 30 juli 1981 i Richland i Washington, är en amerikansk fotbollsspelare. Hon spelade i USA:s landslag, och har bland annat spelat i Kopparbergs/Göteborg FC.

## Tidig karriär
Hope Solo började spela när hon var liten i ett lag som hennes pappa coachade. Hon spelade forward men fick ibland hoppa in på målvaktspositionen istället för att sluta. Hon var inte bra med fötterna och kunde inte kontrollera bollen som sina jämnåriga, men att stå i mål var enklare. Hon spelade även basket, men det var fotbollen hon satsade på. Det var först när hon började spela i ODP, Olympic Development Program. När hon var 13 år började hon som målvakt på riktigt. Hon spelade fortfarande forward i klubben men målvakt i ODP. Hon var bra på att stå i mål, så bra så att hon fick vara med och spela med dem som var 3 år äldre, alltså 16 år. Hon valde att ha nr 18 så att hon kunde ha samma nr om hon skulle spela forward eller målvakt. Hon gick på University of Washington och var målvakt i the Huskies.

## Landslagskarriär

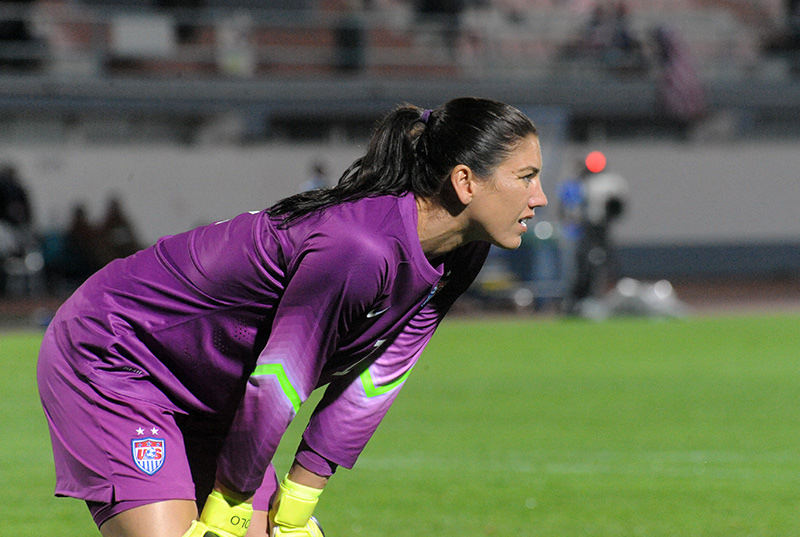
Hope Solo 2015.

Hope Solo gjorde debut i USA:s damlandslag i fotboll 5 april 2000 i en match mot Island. Hon hade spelat i U16, U18 och U21 landslag sedan 1996 men 2000 gjorde hon debut i damlandslaget. Hon var med i landslaget till och från, till 2002-2003. Det var efter den säsongen hon började spela i Kopparbergs/Göteborg FC. Efter säsongen i Sverige blev hon tredje målvakt för USA i OS i Aten hon fick inte spela något men var med på träningarna. Det blev bara en säsong i Sverige sedan började hon spela i Lyon i Frankrike. Den 11 mars 2005 gjorde hon sin första match i landslaget sedan 2002. De vann matchen utan att släppa in ett mål.
I Världsmästerskapet i fotboll för damer 2007 var hon förste målvakt i landslaget och medverkade till att USA tog sig till semifinal. I semifinalen blev hon bänkad och de förlorade matchen mot Brasiliens damlandslag i fotboll vilket hon kritiserade efteråt vilket lagkamraterna inte gillade varpå hon petades från laget. I OS 2008 var hon förste målvakt igen efter hennes "skandal" efter matchen mot Brasilien, den här gången fick hon åka hem med guld.
I Världsmästerskapet 2011 förlorade de i finalen mot Japan med 3-1 på straffar. I OS 2012 fick de dock revansch då de vann mot Japan med 2-1 och Solo gjorde några avgörande räddningar.
I VM 2015 var Solo med i den amerikanska trupp som vann hela mästerskapet. FIFA utsåg henne till mästerskapets bästa målvakt och tilldelade henne utmärkelsen Guldhandsken.
Efter att ha kallat det svenska fotbollslandslaget för en "grupp fegisar" i OS 2016 blev hon avstängd i 6 månader och hennes kontrakt med det amerikanska fotbollslandslaget upphävdes.

## Hope Solo 2011-2012
Hope Solo har varit med i Dancing with the Stars 2011, och spelar 2012 i Seattle Sounders Women och har 2012 släppt en bok, Solo: A Memoir of Hope, som är en självbiografi där hon berättar om sitt liv från liten.

## Familj
Hope Solo är tillsammans med den före detta NFL-spelaren Jerramy Stevens. I mars 2020 blev de föräldrar till tvillingar.